# Unione Sportiva Lecce 2014-2015
Questa voce raccoglie le informazioni riguardanti il l'Unione Sportiva Lecce nelle competizioni ufficiali della stagione 2014-2015.

## Stagione

### Precampionato e calciomercato

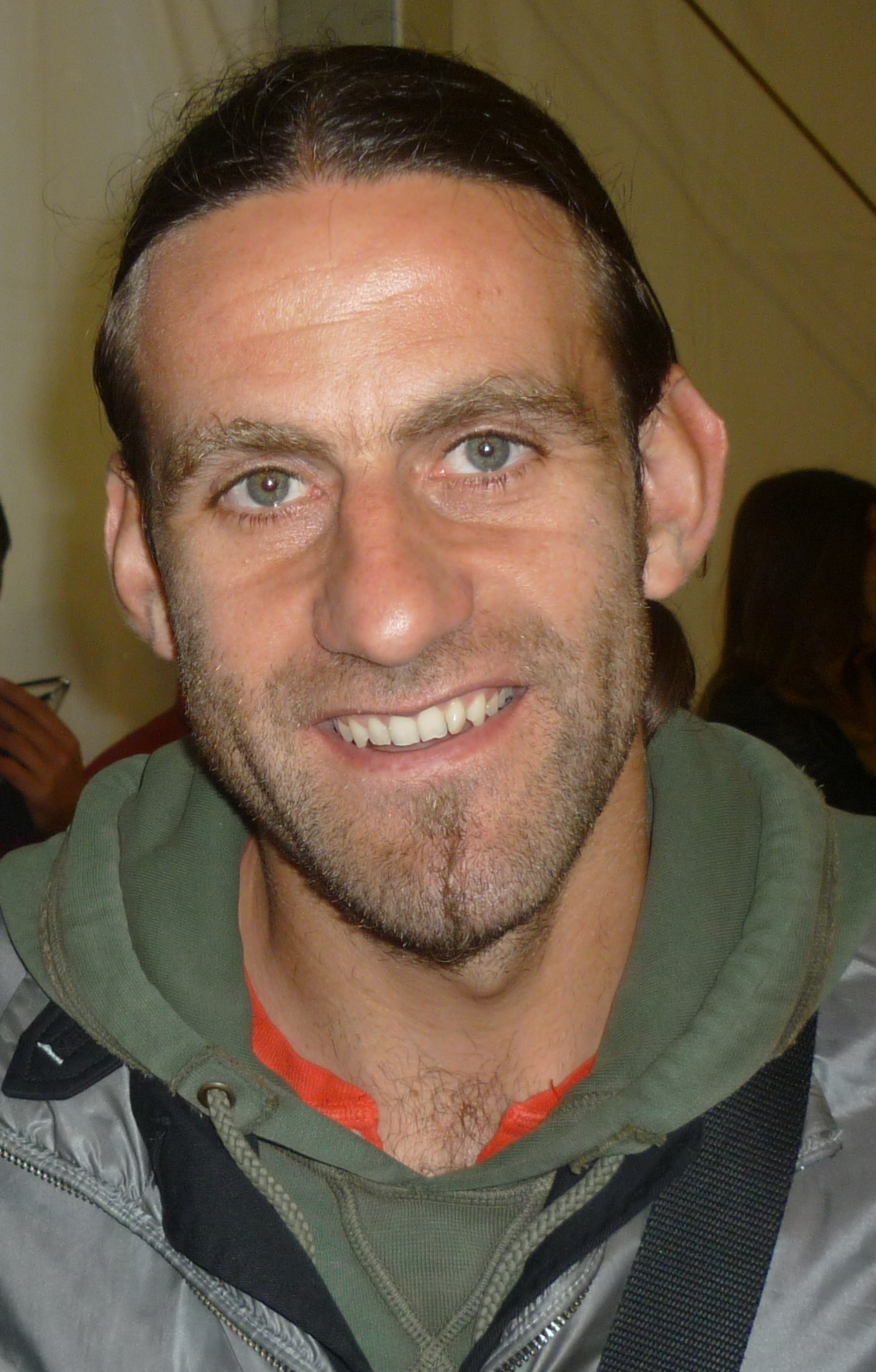
Davide Moscardelli, colpo di mercato estivo dei giallorossi.

In questa stagione il Lecce disputa la Lega Pro (che ritorna alla formula della vecchia Serie C a tre gironi, esistita dal 1935 al 1978) per il terzo campionato consecutivo (il 32º il Lega Pro unica, il 38º in totale). I salentini vengono inseriti nel girone C (l'ultimo, il raggruppamento delle squadre meridionali).
Viene confermato dalla società, allenatore dei salentini Franco Lerda; inizialmente squalificato fino al 30 dicembre 2014 in seguito alla rissa al termine della finale play-off contro il Frosinone, la Corte di Giustizia Federale la riduce fino al 30 settembre. Verrà sostituito in panchina dal suo vice, Giacomo Chini.
Il ritiro pre-campionato si è svolto dal 19 luglio al 1º agosto 2014 a Saint-Vincent, mentre la preparazione è ricominciata a Squinzano il 4 agosto seguente.
Un'importante questione da risolvere, è quella che riguarda lo stadio Via del mare. Il terreno di gioco viene danneggiato in seguito al concerto dei Negramaro del 26 luglio 2014: vengono lasciati dei solchi sulla linea di gioco e l'area di rigore sotto la Curva Sud resta totalmente rovinata. Visto l'impegno in Coppa Italia contro il Foligno, il sindaco di Lecce ha promesso di sistemare di tasca sua i danni arrecati al Via del mare. Nonostante ciò, il Lecce si presenta al primo impegno ufficiale davanti ai suoi tifosi su un terreno ai limiti del giocabile. Prima della compilazione dei calendari, il club di Via Mazzini chiede di poter iniziare la stagione in trasferta per via della situazione del terreno di gioco dello stadio, ancora irrisolta. Perciò i salentini, come richiesto, inizieranno il loro campionato a Aprilia in casa della Lupa Roma il 31 agosto. La società, con una nota ufficiale del 23 agosto, fa sapere inoltre che non è stata versata alcuna somma, per effettuare i lavori di ripristino del terreno di gioco del Via del mare da parte del comune. Inizia allora un botta e risposta tra il presidente giallorosso e il sindaco Paolo Perrone sulla spinosa questione dello stadio; il primo cittadino asserisce al fatto che la responsabilità non è del comune, ma dei rapporti poco chiari tra la società e chi deve effettuare l'intervento sul prato dello stadio. Il 25 agosto, il presidente Savino Tesoro conferma che la prima gara casalinga di campionato contro il Barletta, si giocherà regolarmente al Via del mare.
La nuova campagna abbonamenti per la stagione, viene presentata il 13 agosto dal vicepresidente Giulia Tesoro. Lo slogan è Appartiene a tutti noi! e i testimonial scelti sono Papini, Moscardelli, Miccoli (come la stagione precedente) e Walter López.
Il 22 agosto, il Lecce presenta la documentazione per una possibile riammissione in Serie B, in seguito all'esclusione per fallimento del Siena.
Il 26 agosto, in piazza Sant'Oronzo, viene presentata ai tifosi la squadra 2014-2015, con i giocatori e allenatore sul palco, la società e le nuove maglie. All'evento partecipa anche il gruppo dei Sud Sound System, che ha scritto l'inno della stagione dei giallorossi.

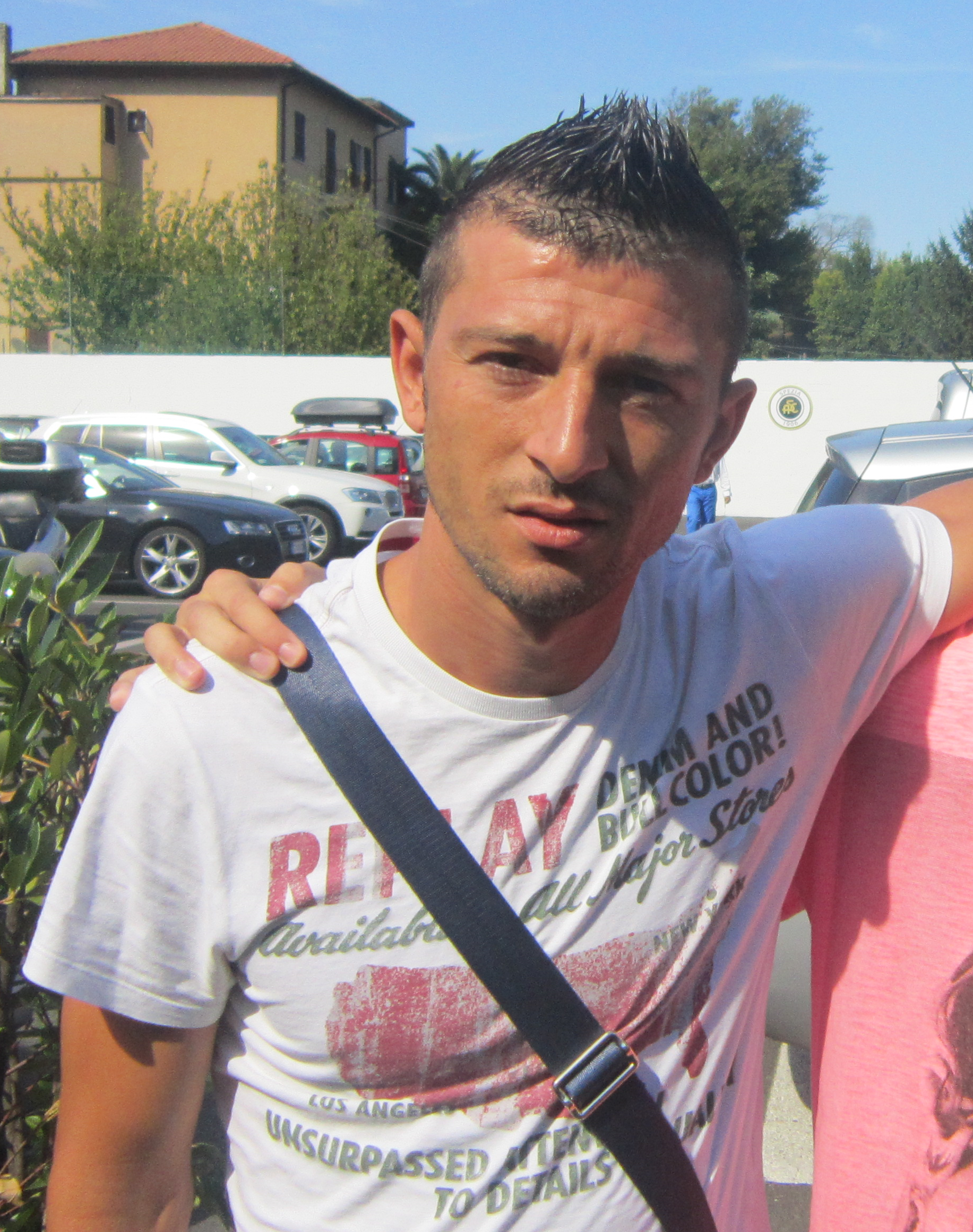
Il fantasista Alessandro Carrozza, approda al Lecce dallo Spezia.

La stagione sportiva 2014-2015 dei giallorossi inizia con la riconferma di gran parte del gruppo che nel torneo precedente era arrivato a disputare la finale dei play-off, persa contro il Frosinone. Vengono confermate importanti pedine della stagione precedente come il capitano Miccoli (che, giunto alla fine del contratto, firma il rinnovo con il club salentino per un'altra stagione), Romeo Papini, Stefano Salvi, Walter López, Marcus Diniz (rinnovato il prestito con il Milan), Abdou Doumbia, Giuseppe Abruzzese e Nicholas Caglioni. Altri rinnovi riguardano il difensore Erminio Rullo e il portiere Davide Petrachi (per entrambi rinnovo annuale). Vengono acquistati giocatori di grande importanza ed esperienza come l'attaccante Davide Moscardelli (svincolato dopo l'esperienza in Serie A con il Bologna), l'esterno Daniele Mannini (con trascorsi in A con Napoli, Sampdoria e Siena) e il fantasista gallipolino Alessandro Carrozza (ex Spezia, Atalanta e Verona). Altri arrivi in casa giallorossa sono il difensore Filippo Carini (ex Modena, nell'ultima stagione al Padova), Filipe Gomes (reduce dalla promozione in B con il Perugia nella stagione 2013-2014), Franco Lepore (leccese, per lui si tratta di un ritorno dopo l'esperienza sfortunata nel 2009-2010), il terzino Nicolò Donida (svincolato dal Cuneo) e il centravanti brindisino Luigi Della Rocca (ex Carpi, dove nel 2013 vince i play-off per la B proprio contro il Lecce). Lasciano il Salento Filippo Perucchini (prestato al Varese, Beretta e Zigoni che fanno ritorno al Milan, Tommaso Bellazzini e Simone Sales che vanno all'Venezia, Dario Barraco approda al Catanzaro, Ledian Memushaj in prestito al Pescara, Ferreira Pinto resta senza squadra dopo la scadenza del contratto, il portiere Bleve e il centrocampista Nicolás Amodio approdano entrambi al Martina. Il portiere Massimiliano Benassi, fuori dai piani della società, verrà ceduto all'Arezzo, che aveva ottenuto la proroga per il calciomercato dopo il ripescaggio in Lega Pro.
Dopo tre sconfitte consecutive in campionato, il 27 dicembre Dino Pagliari sostituisce Franco Lerda sulla panchina giallorossa.
La sessione invernale di mercato inizia con la rescissione del contratto per Carini, che lascia così il Salento dopo sole 6 presenze. Sul fronte acquisti, c'è l'arrivo del panamense Eric Herrera (a titolo definitivo dalla Paganese), dal Catanzaro arrivano in prestito il portiere Tommaso Scuffia e il centrocampista Gianluca Di Chiara, svincolato dal Monza arriva il terzino Andrea Beduschi. Marco Rosafio si trasferisce in prestito al Forlì, Davide Petrachi rescinde il contratto (dopo una lunga militanza nel Lecce). Il mercato dei giallorossi si conclude con le cessioni di Nicolò Donida alla Paganese, Erminio Rullo al Messina, Gilberto Martínez e Dario D'Ambrosio al Monza (tutti questi a titolo definitivo), Alessandro Carrozza approda in prestito con diritto di riscatto alla Juve Stabia (dopo 6 mesi deludenti in Salento) e Luigi Della Rocca a titolo temporaneo al Novara (anch'esso reduce da un'esperienza non entusiasmante). In entrata si registrano gli arrivi di Carlos Embalo (attaccante arrivato in prestito dal Carpi che in cambio ha ottenuto il giovane Cuppone), gli attaccanti Jacopo Manconi e Gustavo dal Novara (anche loro in prestito, che rientrano nell'operazione che ha portato Della Rocca in Piemonte) e il ritorno di Stefano Pino dal Matera (il difensore si era trasferito in prestito).
Dopo solo un mese di permanenza sulla panchina del Lecce, Pagliari viene esonerato il 3 febbraio. Il giorno successivo, viene nominato nuovo allenatore del Lecce Alberto Bollini, ex allenatore della Primavera della Lazio.
Nella gara del 9 febbraio contro il Savoia, che i giallorossi vincono per 1-0 con gol di Papini, la società viene pesantemente contestata dalla parte più calda della tifoseria. Il direttore dell'area tecnica Antonio Tesoro, che rimane particolarmente deluso da questo episodio, in un'intervista fa sapere che ci sarà una conferenza stampa del presidente Savino. Lo stesso sito ufficiale, confermerà la conferenza stampa che si terrà nella sala stampa "Sergio Vantaggiato" del Via del mare. Il 12 febbraio, il presidente fa sapere agli organi della stampa di voler lasciare il Lecce, insieme alla sua famiglia, al termine della stagione. I motivi che lo hanno spinto a prendere tale decisione, non riguardano la contestazione degli ultrà, ma principalmente un ambiente e una politica ostili nei loro confronti. Fa sapere inoltre, che la famiglia Tesoro non resterà nel mondo del calcio e che aspetteranno il 30 giugno per lasciare ufficialmente il Lecce in mano a possibili nuovi acquirenti. Se non si dovessero presentare, conclude dicendo che non iscriverà la squadra al campionato.

### Lega Pro
Il 31 agosto i giallorossi, tra i favoriti per la promozione, giocano la loro prima gara di campionato ad Aprilia, contro l'esordiente Lupa Roma. L'incontro termina con un sorprendente 2-1 per i romani, che ribaltano il vantaggio iniziale del Lecce nel primo tempo, siglato Salvi. Dopo cinque risultati utili (vittorie in casa contro Barletta, Reggina e Paganese e pareggi esterni contro Matera e Savoia), la squadra giallorossa perde nuovamente in trasferta contro il Messina, prima della vittoria interna contro la Casertana e del pareggio a Castellammare contro la Juve Stabia. Dalla decima alla dodicesima giornata il Lecce riesce a vincere tre partite consecutivamente (contro Salernitana, Cosenza e Aversa Normanna), subendo complessivamente un solo gol. Negli incontri successivi i salentini pareggiano per 2-2 al Via del mare contro il Catanzaro, interrompendo la serie di vittorie interne senza subire gol che durava dall'inizio del campionato, e poi vincono per 2-1 sul campo della capolista Benevento, centrando il settimo risultato utile consecutivo. La striscia positiva dei giallorossi prosegue con la vittoria interna per 4-1 sul Melfi, prima di fermarsi con le sconfitte contro Foggia in trasferta, Martina Franca in casa e Ischia in trasferta. Queste sconfitte determinano l'esonero di Lerda, sostituito da Dino Pagliari il 27 dicembre 2014. La prima partita con il nuovo tecnico viene pareggiata in casa per 3-3 contro la Vigor Lamezia; seguono le vittorie al Via del mare contro Lupa Roma e Matera, intervallate dal pareggio per 1-1 sul campo del Barletta. Nonostante il cambio di allenatore, il Lecce fatica a vincere, tanto che, in seguito alla clamorosa sconfitta per 2-1 a Reggio Calabria contro la Reggina ultima in classifica, Pagliari viene esonerato e sostituito, il 4 febbraio 2015, da Alberto Bollini, il terzo allenatore della stagione giallorossa. Con il nuovo tecnico arrivano subito tre vittorie consecutive contro Savoia (1-0 in casa), Paganese (0-2) e Messina (2-1), che permettono al Lecce di salire al terzo posto in graduatoria. Nelle successive otto partite, però, i giallorossi ottengono tre vittorie e cinque sconfitte, indietreggiando sino al sesto posto. Malgrado tre vittorie di fila e un pareggio nelle ultime quattro giornate, la posizione viene confermata alla fine del campionato e i salentini rimangono fuori dai play-off.

### Coppa Italia
Il Lecce esordisce in Coppa Italia, il 10 agosto 2014 in casa al Via del mare (nonostante le condizioni non ottimali del terreno di gioco), contro il Foligno, squadra di Serie D. I giallorossi vincono agevolmente per 5-0 con le reti messe a segno dal giovane Rosafio, Papini, doppietta di Miccoli e la prima rete con il Lecce di Moscardelli su rigore. Nel secondo turno, Il 17 agosto, il Lecce è ospite dello Spezia, formazione di Serie B al Picco. I giallorossi riusciranno a tener testa ai liguri, finché all'86º del secondo tempo il difensore De Col segnerà il gol dell'1-0, che interrompe il cammino in coppa del Lecce.

### Coppa Italia Lega Pro
Il Lecce affronta il Matera in casa nei sedicesimi di finale di Coppa Italia Lega Pro il 29 ottobre 2014. La partita, terminata 1-1 dopo i tempi regolamentari, premia il Matera ai calci di rigore che in questo modo elimina il Lecce.

## Divise e sponsor
Lo sponsor tecnico per la stagione 2014-2015 è Legea, per il secondo anno consecutivo. Lo sponsor ufficiale è Betitaly (così come lo era stato nelle due stagioni precedenti). Il co-sponsor della stagione passata, "Svicat", non è presente sulle maglie. Il nuovo co-sponsor è "Resort Saint-Vincent" (ufficializzato il 16 luglio), dove la squadra ha alloggiato nel pre-campionato. È presente sulle maglie a partire dalla trasferta contro la Juve Stabia del 19 ottobre. Nella gara dell'11 marzo contro la Salernitana, il Lecce sfoggia al centro sul petto un logo dedicato a Giorgia ("uniti per Giorgia"), la bambina leccese affetta da una rara malattia. Al termine della gara le maglie speciali indossate, sono andate all'asta.
Le nuove maglie (targate come detto Legea) vengono presentate in piazza a Lecce, in occasione della presentazione della squadra ai tifosi il 26 agosto. Per la prima e seconda gara di Coppa Italia contro il Foligno e lo Spezia il 10 e 16 agosto, il Lecce sfoggia la prima maglia dello scorso campionato, in attesa di presentare le nuove divise di gioco. Così come in campionato, i giallorossi scendono in campo con la prima e seconda divisa della passata stagione dato che lo sponsor tecnico Legea non fornisce la squadra.
Dalla 19ª giornata del girone d'andata, nella gara casalinga interna contro il Vigor Lamezia del 6 gennaio 2015 (che coincide con l'esordio del nuovo tecnico Pagliari), il Lecce sfoggia per la prima volta la nuova maglia della stagione 2014-2015. Per la prima maglia la novità principale è il ritorno, dopo una sola stagione, dei pantaloncini blu. Il colletto della maglia è rosso con bordini blu, presenti anche sulle maniche. I pantaloncini come detto, sono interamente blu con motivi rossi, mentre i calzettoni sono rossi con dei bordi di colore giallo e blu. La seconda maglia è il classico bianco con una parte occupata da una lupa grigia. Il colletto è giallo-rosso e blu mentre il bordo delle maniche è giallo da una parte e rosso dall'altra. I pantaloncini così come i calzettoni, sono bianchi con alcune parti grigie e delle strisce giallo-rosse. La terza maglia non è più blu, ma ritorna nera (colore che mancava dalla stagione 2012-2013) anche qui con la lupa grigia sul petto. Il colletto è giallo-rosso così come i bordi sulle maniche. I pantaloncini sono sempre neri con strisce grigie, intervallate dal giallo-rosso, così come i calzettoni.
Coppa Italia e Lega Pro (1ª - 18ª giornata)
| 1° maglia | 2° maglia | 3° maglia |

Coppa Italia e Lega Pro (19ª - 38ª giornata)
| 1° Maglia | 2° maglia | 3° maglia |

## Organigramma societario
Dal sito ufficiale della società
Area direttiva
- Presidente: Savino Tesoro
- Vice presidente: Giulia Tesoro
- Amministratore delegato: Antonio Tesoro
- Consiglieri d'amministrazione: Luigi Di Roma, Antonio Fiocca, Savino Vigilante

Area organizzativa
- Responsabile segreteria tecnico-sportiva: Giuseppe Mercandante
- Team manager: Francesco Lillo

Area comunicazione
- Responsabile biglietteria:  Angelica De Mitri
- Addetto stampa: Andrea Ferrante
- Front office: Franco Longo, Francesco Marchello
- Fotografo ufficiale: Marco Lezzi

Area marketing
- Responsabile commerciale GSport:  Andrea Micati

Area tecnica
- Responsabile area tecnica: Antonio Tesoro

## Rosa
Rosa e ruoli sono aggiornati al 3 febbraio 2015.
| N. |                       | Ruolo | Calciatore           |
| -- | --------------------- | ----- | -------------------- |
|    | Italia (bandiera)     | P     | Nicholas Caglioni    |
|    | Italia (bandiera)     | P     | Gianmarco Chironi    |
|    | Italia (bandiera)     | P     | Davide Petrachi      |
|    | Italia (bandiera)     | P     | Tommaso Scuffia      |
|    | Italia (bandiera)     | D     | Giuseppe Abruzzese   |
|    | Italia (bandiera)     | D     | Andrea Beduschi      |
|    | Italia (bandiera)     | D     | Filippo Carini       |
|    | Italia (bandiera)     | D     | Dario D'Ambrosio     |
|    | Italia (bandiera)     | D     | Gianluca Di Chiara   |
|    | Brasile (bandiera)    | D     | Marcus Diniz         |
|    | Italia (bandiera)     | D     | Nicolò Donida        |
|    | Uruguay (bandiera)    | D     | Walter López         |
|    | Costa Rica (bandiera) | D     | Gilberto Martínez    |
|    | Italia (bandiera)     | D     | Stefano Pino         |
|    | Italia (bandiera)     | D     | Andrea Risolo        |
|    | Italia (bandiera)     | D     | Erminio Rullo        |
|    | Francia (bandiera)    | D     | Kévin Vinetot        |
|    | Uruguay (bandiera)    | C     | Mariano Bogliacino   |
|    | Brasile (bandiera)    | C     | Filipe Gomes Ribeiro |

| N. |                          | Ruolo | Calciatore                  |
| -- | ------------------------ | ----- | --------------------------- |
|    | Italia (bandiera)        | C     | Franco Lepore               |
|    | Italia (bandiera)        | C     | Daniele Mannini             |
|    | Italia (bandiera)        | C     | Romeo Papini                |
|    | Italia (bandiera)        | C     | Samuele Parlati             |
|    | Brasile (bandiera)       | C     | Luís Sacilotto              |
|    | Italia (bandiera)        | C     | Stefano Salvi               |
|    | Italia (bandiera)        | A     | Alessandro Carrozza         |
|    | Italia (bandiera)        | A     | Andrea Cicerello            |
|    | Italia (bandiera)        | A     | Luigi Cuppone               |
|    | Italia (bandiera)        | A     | Luigi Della Rocca           |
|    | Francia (bandiera)       | A     | Abdou Doumbia               |
|    | Guinea-Bissau (bandiera) | A     | Carlos Embalo               |
|    | Brasile (bandiera)       | A     | Gustavo Vagenin             |
|    | Panama (bandiera)        | A     | Eric Herrera                |
|    | Italia (bandiera)        | A     | Jacopo Manconi              |
|    | Italia (bandiera)        | A     | Fabrizio Miccoli (capitano) |
|    | Italia (bandiera)        | A     | Davide Moscardelli          |
|    | Italia (bandiera)        | A     | Mattia Persano              |
|    | Italia (bandiera)        | A     | Marco Rosafio               |

### Giocatori ceduti a stagione in corso
| N. |                   | Ruolo | Calciatore           |
| -- | ----------------- | ----- | -------------------- |
|    | Italia (bandiera) | P     | Massimiliano Benassi |
|    | Italia (bandiera) | P     | Marco Bleve          |
|    | Italia (bandiera) | D     | Domenico Brunetti    |

| N. |                    | Ruolo | Calciatore       |
| -- | ------------------ | ----- | ---------------- |
|    | Uruguay (bandiera) | C     | Nicolás Amodio   |
|    | Albania (bandiera) | C     | Ledian Memushaj  |
|    | Italia (bandiera)  | A     | Andrea Cicerello |

## Calciomercato

### Sessione estiva(dal 1º luglio al 1º settembre 2014)
| Acquisti         | Acquisti              | Acquisti    | Acquisti                         |
| R.               | Nome                  | da          | Modalità                         |
| ---------------- | --------------------- | ----------- | -------------------------------- |
| D                | Filippo Carini        | Modena      | definitivo                       |
| D                | Nicolò Donida         | Cuneo       | svincolato                       |
| C                | Filipe Gomes Ribeiro  | Perugia     | prestito con diritto di riscatto |
| C                | Franco Lepore         | Nocerina    | svincolato                       |
| C                | Daniele Mannini       | Pisa        | svincolato                       |
| A                | Alessandro Carrozza   | Verona      | definitivo                       |
| A                | Luigi Della Rocca     | Cremonese   | definitivo                       |
| A                | Davide Moscardelli    | Bologna     | svincolato                       |
| A                | Marco Rosafio         | Viareggio   | fine prestito                    |
| Altre operazioni |                       |             |                                  |
| R.               | Nome                  | da          | Modalità                         |
| P                | Filippo Perucchini    | Milan       | riscatto definitivo              |
| P                | Massimiliano Benassi  | Juve Stabia | fine prestito                    |
| P                | Alessandro Mirarco    | Monopoli    | definitivo                       |
| D                | Domenico Brunetti     | Chievo      | fine prestito                    |
| D                | Marcus Diniz          | Milan       | rinnovo prestito                 |
| D                | Kévin Vinetot         | Genoa       | riscatto definitivo              |
| C                | Daniele Casiraghi     | Pro Patria  | fine prestito                    |
| C                | Antonio Guastamacchia | Juve Stabia | fine prestito                    |
| C                | Ledian Memushaj       | Carpi       | fine prestito                    |
| C                | Carmine Palumbo       | Cremonese   | fine prestito                    |
| C                | Edoardo Tundo         | Matera      | fine prestito                    |
| A                | Abdou Doumbia         | Parma       | riscatto definitivo              |
| A                | Filippo Falco         | Juve Stabia | fine prestito                    |
| A                | Luigi Falcone         | Varese      | fine prestito                    |
| A                | Giancarlo Malcore     | Chieti      | fine prestito                    |

| Cessioni         | Cessioni              | Cessioni  | Cessioni                         |
| R.               | Nome                  | a         | Modalità                         |
| ---------------- | --------------------- | --------- | -------------------------------- |
| P                | Filippo Perucchini    | Varese    | prestito                         |
| D                | Simone Sales          | Venezia   | svincolato                       |
| C                | Nicolás Amodio        | Martina   | prestito                         |
| C                | Tommaso Bellazzini    | Venezia   | definitivo                       |
| C                | Francesco De Rose     | Reggina   | fine prestito                    |
| A                | Dario Barraco         | Catanzaro | definitivo                       |
| A                | Giacomo Beretta       | Milan     | fine prestito                    |
| A                | Ferreira Pinto        | -         | svincolato                       |
| A                | Gianmarco Zigoni      | Milan     | fine prestito                    |
| Altre operazioni |                       |           |                                  |
| R.               | Nome                  | a         | Modalità                         |
| P                | Marco Bleve           | Martina   | rinnovo prestito                 |
| P                | Alessandro Mirarco    | Taranto   | prestito                         |
| D                | Domenico Brunetti     | Martina   | prestito                         |
| D                | Andrea Castellana     | Foligno   | prestito                         |
| D                | Sebastiano Luperto    | Napoli    | risoluzione compartecipazione    |
| D                | Stefano Pino          | Matera    | rinnovo prestito                 |
| D                | Leandro Versienti     | Rimini    | prestito                         |
| C                | Daniele Casiraghi     | Parma     | definitivo                       |
| C                | Alessio Esposito      | Sorrento  | risoluzione compartecipazione    |
| C                | Luca Guadalupi        | Martina   | prestito                         |
| C                | Antonio Guastamacchia | Rimini    | prestito                         |
| C                | Sedrick Kalombo       | Martina   | rinnovo prestito                 |
| C                | Ledian Memushaj       | Pescara   | prestito con obbligo di riscatto |
| C                | Gianmarco Monaco      | Foligno   | prestito                         |
| C                | Carmine Palumbo       | -         | svincolato                       |
| C                | Andrea Risolo         | Akragas   | prestito                         |
| C                | Francesco Todisco     | Genoa     | risoluzione compartecipazione    |
| C                | Edoardo Tundo         | Melfi     | prestito                         |
| A                | Andrea Cicerello      | Napoli    | prestito                         |
| A                | Filippo Falco         | Trapani   | prestito                         |
| A                | Luigi Falcone         | Varese    | definitivo                       |
| A                | Giancarlo Malcore     | Paganese  | definitivo                       |
| A                | Mattia Persano        | Napoli    | prestito                         |
| A                | Vittorio Triarico     | L'Aquila  | risoluzione compartecipazione    |

### Trasferimenti tra le due sessioni
| Cessioni | Cessioni             | Cessioni | Cessioni |
| R.       | Nome                 | a        | Modalità |
| -------- | -------------------- | -------- | -------- |
| P        | Massimiliano Benassi | Arezzo   | prestito |

### Sessione invernale(dal 5/1 al 2/2/2015)
| Acquisti | Acquisti                 | Acquisti  | Acquisti                         |
| R.       | Nome                     | da        | Modalità                         |
| -------- | ------------------------ | --------- | -------------------------------- |
| A        | Eric Herrera             | Paganese  | definitivo                       |
| P        | Tommaso Scuffia          | Catanzaro | prestito con diritto di riscatto |
| C        | Gianluca Di Chiara       | Catanzaro | prestito con diritto di riscatto |
| D        | Andrea Beduschi          | Monza     | svincolato                       |
| A        | Carlos Embalo            | Carpi     | prestito                         |
| A        | Jacopo Manconi           | Novara    | prestito                         |
| A        | Gustavo Di Mauro Vagenin | Novara    | prestito                         |
| D        | Stefano Pino             | Matera    | fine prestito                    |

| Cessioni | Cessioni            | Cessioni    | Cessioni                         |
| R.       | Nome                | a           | Modalità                         |
| -------- | ------------------- | ----------- | -------------------------------- |
| D        | Filippo Carini      | L'Aquila    | definitivo                       |
| A        | Marco Rosafio       | Forlì       | prestito                         |
| P        | Davide Petrachi     |             | svincolato                       |
| D        | Nicolò Donida       | Paganese    | definitivo                       |
| D        | Erminio Rullo       | Messina     | definitivo                       |
| D        | Gilberto Martínez   | Monza       | definitivo                       |
| A        | Alessandro Carrozza | Juve Stabia | prestito con diritto di riscatto |
| D        | Dario D'Ambrosio    | Monza       | definitivo                       |

## Risultati

### Lega Pro

#### Girone di andata
| Arbitro: | Pellagatti (Arezzo) |

|                          |           |           |
| Testardi 72’ Leccese 75’ | Marcatori | 22’ Salvi |

| Arbitro: | Cifelli (Campobasso) |

|                 |           |  |
| Della Rocca 50’ | Marcatori |  |

| Matera 13 settembre 2014, ore 15:00 CEST 3ª giornata | Matera           | 0 – 0 referto | Lecce | Stadio XXI Settembre - Franco Salerno (6.500 ca. spett.)\| Arbitro: \| Balice (Termoli) \| |
| Arbitro:                                             | Balice (Termoli) |               |       |                                                                                            |

| Arbitro: | Piccinini (Forlì) |

|                        |           |  |
| Papini 28’ Miccoli 49’ | Marcatori |  |

| Torre Annunziata 24 settembre 2014, ore 20:30 CEST 5ª giornata | Savoia               | 0 – 0 referto | Lecce | Stadio Alfredo Giraud (2.700 spett.)\| Arbitro: \| Pagliardini (Arezzo) \| |
| Arbitro:                                                       | Pagliardini (Arezzo) |               |       |                                                                            |

| Arbitro: | Fourneau (Roma) |

|             |           |  |
| Miccoli 13’ | Marcatori |  |

| Arbitro: | Caso (Verona) |

|                                 |           |                |
| Orlando 46’ Corona 56’ Pepe 86’ | Marcatori | 4’ Moscardelli |

| Arbitro: | Colarossi (Roma) |

|                             |           |  |
| Moscardelli 22’ Doumbia 59’ | Marcatori |  |

| Arbitro: | Giovani (Grosseto) |

|           |           |                 |
| Romeo 72’ | Marcatori | 65’ Moscardelli |

| Arbitro: | Marini (Roma) |

|          |           |                                               |
| Calil 5’ | Marcatori | 49’ (rig.) Carrozza 56’ Sacilotto 80’ Doumbia |

| Arbitro: | Vesprini (Macerata) |

|               |           |  |
| Sacilotto 66’ | Marcatori |  |

| Arbitro: | Lacagnina (Caltanissetta) |

|  |           |                 |
|  | Marcatori | 51’ Moscardelli |

| Arbitro: | Guccini (Albano Laziale) |

|                  |           |                          |
| Doumbia 21’, 42’ | Marcatori | 67’ Ilari 90+2’ Maiorano |

| Arbitro: | Baroni (Firenze) |

|             |           |                         |
| Padella 80’ | Marcatori | 12’ Salvi 17’ Abruzzese |

| Arbitro: | Colosimo (Torino) |

|                                                         |           |               |
| Papini 43’ Abruzzese 47’ Moscardelli 53’ Bogliacino 87’ | Marcatori | 41’ Berardino |

| Arbitro: | Di Ruberto (Nocera Inferiore) |

|                  |           |  |
| Sarno 90’, 90+3’ | Marcatori |  |

| Arbitro: | Fiore (Barletta) |

|  |           |              |
|  | Marcatori | 76’ Carretta |

| Arbitro: | Paolini (Ascoli Piceno) |

|                                |           |               |
| Ciotola 36’ (rig.), 50’ (rig.) | Marcatori | 5’ Bogliacino |

| Arbitro: | Melidoni (Frattamaggiore) |

|                                        |           |                                   |
| Miccoli 38’ Lepore 62’ Moscardelli 67’ | Marcatori | 2’ Del Sante 66’ Malerba 88’ Held |

#### Girone di ritorno
| Arbitro: | Rossi (Rovigo) |

|                      |           |                      |
| Moscardelli 14’, 45’ | Marcatori | 52’ (rig.) Raffaello |

| Arbitro: | Dei Giudici (Latina) |

|                  |           |                 |
| Danti 77’ (rig.) | Marcatori | 18’ Moscardelli |

| Arbitro: | Serra (Torino) |

|                                    |           |  |
| Herrera 55’ Moscardelli 80’ (rig.) | Marcatori |  |

| Arbitro: | Di Martino (Teramo) |

|                        |           |                |
| Masini 66’ Maimone 85’ | Marcatori | 4’ Moscardelli |

| Arbitro: | D'Apice (Arezzo) |

|            |           |  |
| Papini 16’ | Marcatori |  |

| Arbitro: | Mancini (Fermo) |

|  |           |                         |
|  | Marcatori | 12’ Salvi 90’ Di Chiara |

| Arbitro: | Rasia (Bassano del Grappa) |

|                                  |           |                  |
| Moscardelli 20’ (rig.) Salvi 57’ | Marcatori | 21’ Spiridonović |

| Arbitro: | Piccinini (Forlì) |

|           |           |  |
| Cissé 64’ | Marcatori |  |

| Arbitro: | Marini (Roma) |

|            |           |  |
| Lepore 81’ | Marcatori |  |

| Arbitro: | Rapuano (Rimini) |

|  |           |                |
|  | Marcatori | 59’ R. Colombo |

| Arbitro: | Tardino (Milano) |

|               |           |  |
| Calderini 10’ | Marcatori |  |

| Arbitro: | Mainardi (Bergamo) |

|                                  |           |  |
| Moscardelli 13’, 44’ Gustavo 58’ | Marcatori |  |

| Arbitro: | Lanza (Nichelino) |

|                            |           |                   |
| Razzitti 5’ L. Mancuso 72’ | Marcatori | 87’ (rig.) Lepore |

| Arbitro: | Dei Giudici (Latina) |

|            |           |  |
| Papini 75’ | Marcatori |  |

| Arbitro: | Ranaldi (Tivoli) |

|              |           |  |
| Caturano 90’ | Marcatori |  |

| Arbitro: | Serra (Torino) |

|               |           |  |
| Doumbia 90+3’ | Marcatori |  |

| Arbitro: | Baroni (Firenze) |

|  |           |             |
|  | Marcatori | 57’ Doumbia |

| Arbitro: | Luciano (Lamezia Terme) |

|                       |           |  |
| Doumbia 18’, 20’, 56’ | Marcatori |  |

| Arbitro: | Pagliardini (Arezzo) |

|                    |           |                                     |
| Scarsella 14’, 57’ | Marcatori | 7’ Abruzzese 72’ (rig.) Moscardelli |

### Coppa Italia

#### Primo turno
| Arbitro: | Paolini (Ascoli Piceno) |

|                                                                |           |  |
| Rosafio 20’ Papini 43’ Miccoli 53’, 60’ Moscardelli 72’ (rig.) | Marcatori |  |

#### Secondo turno
| Arbitro: | Gavillucci (Latina) |

|            |           |  |
| De Col 86’ | Marcatori |  |

### Coppa Italia Lega Pro

#### Sedicesimi di finale
| Arbitro: | Luciano (Lamezia Terme) |

|                                               |                      |                                          |
| Doumbia 63’                                   | Marcatori            | 60’ Di Noia                              |
| Della Rocca Sacilotto Lepore D'Ambrosio López | Tiri di rigore 3 – 4 | Longo Coletti Bernardi Pagliarini Faísca |

## Statistiche

### Statistiche di squadra
| Competizione          | Punti | In casa | In casa | In casa | In casa | In casa | In casa | In trasferta | In trasferta | In trasferta | In trasferta | In trasferta | In trasferta | Totale | Totale | Totale | Totale | Totale | Totale | DR  |
| Competizione          | Punti | G       | V       | N       | P       | Gf      | Gs      | G            | V            | N            | P            | Gf           | Gs           | G      | V      | N      | P      | Gf     | Gs     | DR  |
| --------------------- | ----- | ------- | ------- | ------- | ------- | ------- | ------- | ------------ | ------------ | ------------ | ------------ | ------------ | ------------ | ------ | ------ | ------ | ------ | ------ | ------ | --- |
| Lega Pro              | 67    | 19      | 15      | 2       | 2       | 32      | 10      | 19           | 5            | 5            | 9            | 18           | 22           | 38     | 20     | 7      | 11     | 50     | 32     | +18 |
| Coppa Italia          | -     | 1       | 1       | 0       | 0       | 5       | 0       | 1            | 0            | 0            | 1            | 0            | 1            | 2      | 1      | 0      | 1      | 5      | 1      | +4  |
| Coppa Italia Lega Pro | -     | 1       | 0       | 1       | 0       | 1       | 1       | 0            | 0            | 0            | 0            | 0            | 0            | 1      | 0      | 1      | 0      | 1      | 1      | 0   |
| Totale                | -     | 21      | 16      | 3       | 2       | 38      | 11      | 20           | 5            | 5            | 10           | 18           | 23           | 41     | 21     | 8      | 12     | 56     | 34     | +22 |

### Andamento in campionato
| Giornata  | 1  | 2 | 3 | 4 | 5 | 6 | 7 | 8 | 9 | 10 | 11 | 12 | 13 | 14 | 15 | 16 | 17 | 18 | 19 | 20 | 21 | 22 | 23 | 24 | 25 | 26 | 27 | 28 | 29 | 30 | 31 | 32 | 33 | 34 | 35 | 36 | 37 | 38 |
| --------- | -- | - | - | - | - | - | - | - | - | -- | -- | -- | -- | -- | -- | -- | -- | -- | -- | -- | -- | -- | -- | -- | -- | -- | -- | -- | -- | -- | -- | -- | -- | -- | -- | -- | -- | -- |
| Luogo     | T  | C | T | C | T | C | T | C | T | T  | C  | T  | C  | T  | C  | T  | C  | T  | C  | C  | T  | C  | T  | C  | T  | C  | T  | C  | C  | T  | C  | T  | C  | T  | C  | T  | C  | T  |
| Risultato | P  | V | N | V | N | V | P | V | N | V  | V  | V  | N  | V  | V  | P  | P  | P  | N  | V  | N  | V  | P  | V  | V  | V  | P  | V  | P  | P  | V  | P  | V  | P  | V  | V  | V  | N  |
| Posizione | 16 | 7 | 7 | 5 | 6 | 4 | 9 | 7 | 7 | 4  | 4  | 4  | 4  | 4  | 4  | 4  | 4  | 5  | 6  | 5  | 6  | 4  | 5  | 4  | 3  | 3  | 4  | 3  | 5  | 6  | 5  | 6  | 4  | 6  | 5  | 6  | 6  | 6  |

Legenda:

Luogo: C = Casa; T = Trasferta. Risultato: V = Vittoria; N = Pareggio; P = Sconfitta.

### Statistiche dei giocatori
In corsivo i giocatori ceduti a stagione in corso.
| Giocatore      | Lega Pro | Lega Pro | Lega Pro    | Lega Pro   | Coppa Italia | Coppa Italia | Coppa Italia | Coppa Italia | Coppa Italia Lega Pro | Coppa Italia Lega Pro | Coppa Italia Lega Pro | Coppa Italia Lega Pro | Totale   | Totale | Totale      | Totale     |
| Giocatore      | Presenze | Reti     | Ammonizioni | Espulsioni | Presenze     | Reti         | Ammonizioni  | Espulsioni   | Presenze              | Reti                  | Ammonizioni           | Espulsioni            | Presenze | Reti   | Ammonizioni | Espulsioni |
| -------------- | -------- | -------- | ----------- | ---------- | ------------ | ------------ | ------------ | ------------ | --------------------- | --------------------- | --------------------- | --------------------- | -------- | ------ | ----------- | ---------- |
| G. Abruzzese   | 31       | 3        | 7           | 0          | 2            | 0            | 0            | 0            | -                     | -                     | -                     | -                     | 33       | 3      | 7           | 0          |
| N. Amodio      | -        | -        | -           | -          | 1            | 0            | 1            | 0            | -                     | -                     | -                     | -                     | 1        | 0      | 1           | 0          |
| A. Beduschi    | 10       | 0        | 3           | 0          | -            | -            | -            | -            | -                     | -                     | -                     | -                     | 10       | 0      | 3           | 0          |
| M. Benassi     | -        | -        | -           | -          | -            | -            | -            | -            | -                     | -                     | -                     | -                     | -        | -      | -           | -          |
| M. Bleve       | -        | -        | -           | -          | 2            | -1           | 0            | 0            | -                     | -                     | -                     | -                     | 2        | -1     | 0           | 0          |
| M. Bogliacino  | 13       | 2        | 2           | 0          | 2            | 0            | 1            | 0            | -                     | -                     | -                     | -                     | 15       | 2      | 3           | 0          |
| D. Brunetti    | -        | -        | -           | -          | 0            | 0            | 0            | 0            | -                     | -                     | -                     | -                     | 0        | 0      | 0           | 0          |
| N. Caglioni    | 31       | -27      | 2           | 0          | -            | -            | -            | -            | -                     | -                     | -                     | -                     | 31       | -27    | 2           | 0          |
| F. Carini      | 7        | 0        | 1           | 0          | -            | -            | -            | -            | 1                     | 0                     | 0                     | 0                     | 8        | 0      | 1           | 0          |
| A. Carrozza    | 17       | 1        | 5           | 0          | 2            | 0            | 0            | 0            | -                     | -                     | -                     | -                     | 19       | 1      | 5           | 0          |
| G. Chironi     | -        | -        | -           | -          | 0            | 0            | 0            | 0            | -                     | -                     | -                     | -                     | 0        | 0      | 0           | 0          |
| A. Cicerello   | -        | -        | -           | -          | 1            | 0            | 0            | 0            | -                     | -                     | -                     | -                     | 1        | 0      | 0           | 0          |
| D. D'Ambrosio  | 2        | 0        | 0           | 0          | -            | -            | -            | -            | 1                     | 0                     | 1                     | 0                     | 3        | 0      | 1           | 0          |
| L. Della Rocca | 21       | 1        | 2           | 0          | 2            | 0            | 0            | 0            | 1                     | 0                     | 0                     | 0                     | 24       | 1      | 2           | 0          |
| G. Di Chiara   | 8        | 1        | 4           | 1          | -            | -            | -            | -            | -                     | -                     | -                     | -                     | 8        | 1      | 4           | 1          |
| M. Diniz       | 17       | -        | 2           | -          | -            | -            | -            | -            | 1                     | 0                     | 0                     | 0                     | 18       | 0      | 2           | 0          |
| N. Donida      | 9        | 0        | 2           | 1          | 2            | 0            | 0            | 0            | 1                     | 0                     | 0                     | 0                     | 12       | 0      | 2           | 1          |
| A. Doumbia     | 30       | 9        | 3           | 0          | 2            | 0            | 0            | 0            | 1                     | 1                     | 0                     | 0                     | 33       | 10     | 3           | 0          |
| C. Embalo      | 11       | 0        | 1           | 0          | -            | -            | -            | -            | -                     | -                     | -                     | -                     | 11       | 0      | 1           | 0          |
| Filipe Gomes   | 21       | 0        | 6           | 1          | -            | -            | -            | -            | 1                     | 0                     | 0                     | 0                     | 22       | 0      | 6           | 1          |
| L. Guadalupi   | -        | -        | -           | -          | 0            | 0            | 0            | 0            | -                     | -                     | -                     | -                     | 0        | 0      | 0           | 0          |
| Gustavo        | 13       | 1        | 1           | 0          | -            | -            | -            | -            | -                     | -                     | -                     | -                     | 13       | 1      | 1           | 0          |
| E. Herrera     | 12       | 1        | 0           | 0          | -            | -            | -            | -            | -                     | -                     | -                     | -                     | 12       | 1      | 0           | 0          |
| S. Kalombo     | -        | -        | -           | -          | 0            | 0            | 0            | 0            | -                     | -                     | -                     | -                     | 0        | 0      | 0           | 0          |
| F. Lepore      | 27       | 3        | 3           | 1          | -            | -            | -            | -            | 1                     | 0                     | 0                     | 0                     | 28       | 3      | 3           | 1          |
| W. López       | 31       | 0        | 11          | 1          | 2            | 0            | 0            | 0            | 1                     | 0                     | 0                     | 0                     | 34       | 0      | 11          | 1          |
| J. Manconi     | 3        | 0        | 0           | 0          | -            | -            | -            | -            | -                     | -                     | -                     | -                     | 3        | 0      | 0           | 0          |
| D. Mannini     | 31       | 0        | 5           | 1          | -            | -            | -            | -            | -                     | -                     | -                     | -                     | 31       | 0      | 5           | 1          |
| G. Martínez    | 18       | 0        | 1           | 0          | -            | -            | -            | -            | -                     | -                     | -                     | -                     | 18       | 0      | 1           | 0          |
| L. Memushaj    | -        | -        | -           | -          | -            | -            | -            | -            | -                     | -                     | -                     | -                     | -        | -      | -           | -          |
| F. Miccoli     | 17       | 3        | 3           | 0          | 1            | 2            | 0            | 0            | 1                     | 0                     | 0                     | 0                     | 19       | 5      | 3           | 0          |
| D. Moscardelli | 32       | 15       | 4           | 1          | 2            | 1            | 0            | 0            | -                     | -                     | -                     | -                     | 34       | 16     | 4           | 1          |
| R. Papini      | 29       | 4        | 10          | 0          | 1            | 1            | 0            | 0            | -                     | -                     | -                     | -                     | 30       | 5      | 10          | 0          |
| S. Parlati     | 0        | 0        | 0           | 0          | -            | -            | -            | -            | -                     | -                     | -                     | -                     | 0        | 0      | 0           | 0          |
| D. Petrachi    | 1        | -2       | 0           | 0          | -            | -            | -            | -            | 1                     | -1                    | 0                     | 0                     | 2        | -3     | 0           | 0          |
| M. Persano     | 0        | 0        | 0           | 0          | -            | -            | -            | -            | -                     | -                     | -                     | -                     | 0        | 0      | 0           | 0          |
| S. Pino        | -        | -        | -           | -          | -            | -            | -            | -            | -                     | -                     | -                     | -                     | -        | -      | -           | -          |
| M. Rosafio     | 5        | 0        | 0           | 0          | 2            | 1            | 0            | 0            | 1                     | 0                     | 0                     | 0                     | 8        | 1      | 0           | 0          |
| A. Risolo      | 0        | 0        | 0           | 0          | 0            | 0            | 0            | 0            | 0                     | 0                     | 0                     | 0                     | 0        | 0      | 0           | 0          |
| E. Rullo       | 1        | 0        | 0           | 0          | -            | -            | -            | -            | 1                     | 0                     | 0                     | 0                     | 2        | 0      | 0           | 0          |
| L. Sacilotto   | 28       | 2        | 6           | 1          | 2            | 0            | 1            | 0            | 1                     | 0                     | 0                     | 0                     | 31       | 2      | 7           | 1          |
| S. Salvi       | 27       | 4        | 9           | 1          | 2            | 0            | 0            | 0            | -                     | -                     | -                     | -                     | 29       | 4      | 9           | 1          |
| T. Scuffia     | 6        | -3       | 0           | 0          | -            | -            | -            | -            | -                     | -                     | -                     | -                     | 6        | -3     | 0           | 0          |
| K. Vinetot     | 15       | 0        | 4           | 0          | -            | -            | -            | -            | -                     | -                     | -                     | -                     | 15       | 0      | 4           | 0          |